# Hugh C. Anderson
Hugh Crump Anderson (* 2. Februar 1851 im McNairy County, Tennessee; † 1. März 1915 in Nashville, Tennessee) war ein US-amerikanischer Politiker. Im Jahr 1915 war er als Präsident des Staatssenats faktisch Vizegouverneur des Bundesstaates Tennessee, auch wenn dieses Amt formell erst 1951 eingeführt wurde.

## Werdegang
Nach einem Jurastudium und seiner Zulassung als Rechtsanwalt begann Hugh Anderson in diesem Beruf zu arbeiten. Gleichzeitig schlug er als Mitglied der Demokratischen Partei eine politische Laufbahn ein. Von 1879 bis 1883 saß er als Abgeordneter im Repräsentantenhaus von Tennessee; von 1884 bis 1908 war er Bürgermeister der Stadt Jackson. Von 1889 bis 1915 war er zudem Präsident der Peoples Saving Bank. Er war auch Mitglied der Freimaurer.
1915 wurde Anderson Mitglied und Präsident des Senats von Tennessee und damit Stellvertreter von Gouverneur Tom C. Rye. Damit bekleidete er faktisch das Amt eines Vizegouverneurs. Dieser Posten war bzw. ist in den meisten anderen Bundesstaaten verfassungsmäßig verankert; in Tennessee ist das erst seit 1951 der Fall. Er konnte seine neue Funktion aber nur wenige Wochen lang ausüben, denn er verstarb bereits am 1. März desselben Jahres. Sein Nachfolger wurde Albert E. Hill.